# Lothar Trolle
Pour les articles homonymes, voir Trolle.
Lothar Trolle, né le 22 janvier 1944 à Brücken-Hackpfüffel en Saxe-Anhalt et mort le 31 mars 2025, est un conteur, poète, dramaturge, auteur de pièces radiophoniques et traducteur allemand.

## Œuvres traduites en français
- Berlin fin du monde [« Weltuntergang Berlin »], trad. de Jean-Louis Besson et Jean Jourdheuil, Paris, Éditions théâtrales, 1985, 10 f. (BNF 39513272)
- Les 81 minutes de mademoiselle A., suivi de Berlin fin du monde [« Die 81 Minuten des Fraülein A. », « Weltuntergang Berlin »], trad. de Jean-Louis Besson et Jean Jourdheuil, Paris, Éditions théâtrales, 1985, 45 p.  (ISBN 2-84260-014-2)
- Hermès dans la ville [« Hermes in der Stadt »], trad. de Renate et Maurice Taszman, Paris, Éditions Zhâr, coll. « Le Souffleur », 2007, 114 p.  (ISBN 978-2-9528766-0-5)
- Papa, Mama. Après le déluge, trad. de Renate et Maurice Taszman, Paris, Éditions Zhâr, coll. « Le Souffleur », 2007, 41 p.  (ISBN 978-2-9528766-3-6)
- Elle a trois sous un pommier, trad. de Renate et Maurice Taszman, Paris, Éditions Zhâr, coll. « Le Souffleur », 2007, 84 p.  (ISBN 978-2-9528766-1-2)
- Textes, matériaux, textes-matériaux, trad. de Maurice Tazsman, Jean-Louis Besson et Jean Jourdheuil, Paris, Éditions Zhâr, coll. « Le Souffleur », 2007, 80 p.  (ISBN 978-2-9528766-4-3)
- L’Heure du seigneur. La travailleuse à domicile; 34 phrase [sic] au sujet d’une femme, trad. de Renate et Maurice Taszman, Paris, Éditions Zhâr, coll. « Le Souffleur », 2007, 75 p.  (ISBN 978-2-9528766-2-9)